# Park Narodowy Doliny Śmierci
Park Narodowy Doliny Śmierci (ang. Death Valley National Park) – park narodowy położony w hrabstwie Inyo stanu Kalifornia i częściowo w hrabstwie Nye stanu Nevada. Zajmuje powierzchnię 13 628 km², obejmując kamienną pustynię z najniżej położonym miejscem na półkuli zachodniej. Cechą charakterystyczną doliny jest niezwykle wysoka temperatura powietrza dochodząca do 50 °C (sporadycznie rejestruje się kilka stopni więcej). W okresie letnim w środku dnia piasek rozgrzewa się do nawet 201 °F (94 °C). Dolina Śmierci wypełniona jest popękaną, zasoloną skorupą. Na terenie całej doliny jest kilka bardzo ciekawych formacji skalnych, wąwozów i pagórków. Woda występująca w Dolinie Śmierci jest bardzo zasolona i niezdatna do picia.
Klimat zwrotnikowy, wybitnie suchy. Jest to najgorętsze miejsce na Ziemi, niemal całkowicie pozbawione cienia i wody. Średnia ilość opadów wynosi poniżej 50 mm rocznie, a wilgotność względna poniżej 1%.

## Historia
Obszar Doliny Śmierci od 1933 roku stanowił Pomnik Przyrody, a 31 października 1994 został podniesiony do rangi Parku Narodowego. W przeszłości wydobywano tutaj cenne kruszce: złoto, srebro i miedź. Nazwa doliny została nadana przez osadników, którzy w 1849 roku ogarnięci gorączką złota zmierzali do terenów złotonośnych i cudem udało im się przeżyć mimo wyczerpania zapasów wody.

## Fauna
Na terenie Parku Narodowego Doliny Śmierci występuje wiele dzikich gatunków, wśród których można wymienić: kojota preriowego, owcę kanadyjską, pumę, mulaka, rysia rudego.

## Wybrane atrakcje turystyczne
|  | Racetrack Playa (tor wyścigowy) wyschnięte słone jezioro słynące z „wędrujących kamieni”. Zbadanie ich tajemnicy zabrało geologom wiele lat. |
|  | Zamek Scotty’ego (Scotty's Castle) willa nazwana tak na cześć hochsztaplera, który ją sobie przywłaszczył. |
|  | Artist’s Palette (Paleta artystów) jest to grupa skał usytuowanych w centrum Doliny Śmierci odznaczająca się niezwykłymi barwami. Powstały one w wyniku zachodzącej w skałach reakcji utleniania różnych związków chemicznych. Barwa czerwona, fioletowa i żółta powstają w wyniku utleniania związków żelaza; barwa zielona powstaje w wyniku rozkładu miki. |
|  | Badwater (Zła woda) to wyschnięte jezioro położone 85 m poniżej poziomu morza, co stanowi o tym, że jest to największa depresja występująca na kontynencie północnoamerykańskim. Dno tego wyschniętego jeziora jest pokryte regularnymi sześciokątnymi płatami solnymi o boku mającym ok. 2 m długości. Płaty te powstały wówczas, gdy dolina zaczęła wysychać i zaczęły się rozszerzać kryształki soli. Badwater powstało w wyniku wyschnięcia przed 3000 lat jeziora istniejącego na tym miejscu. Na obszarze Badwater znajduje się stacja meteorologiczna, która 10 lipca 1919 roku zarejestrowała najwyższą temperaturę w Stanach Zjednoczonych i jednocześnie na Ziemi (56,7 °C). W celu pokazania skali depresji, na pobliskiej skale została umieszczona biała tablica pokazującą poziom morza. |
|  | Charcoal Kilns (Piece do wypalania węgla drzewnego) zostały wybudowane w 1867 roku i były wykorzystywane do wytwarzania węgla drzewnego w procesie powolnego spalania przy małym dostępie tlenu. Tak przygotowany węgiel drzewny był transportowany do pobliskich kopalni, gdzie był wykorzystywany do wytapiania metali z rud. |
|  | Devil’s Golf Course (Pole golfowe diabła) to olbrzymi fragment dna doliny pokryty kilkunastocentymetrowymi bryłami mieszaniny ziemi i soli. Bryły te w kształcie stożków są niezwykle twarde i posiadają ostre krawędzie. |
|  | Ubehebe Crater to duży krater wulkaniczny o głębokości 237 metrów. Wiek krateru określany jest na ok. 2–7 tysięcy lat. Słowo „ubehebe” oznacza „wielka dziura w skale”. |
|  | Zabriskie Point to punkt widokowy na ciekawe erozyjne formacje skalne (badlands). Filozof Michel Foucault nazwał podróż w to miejsce w 1975 r. największym swoim doświadczeniem w życiu. Miejsce to zostało również pokazane w filmie Michelangela Antonioniego Zabriskie Point. |